# Rabanitina
Rabanitina es un género de foraminífero bentónico de la subfamilia Coxitinae, de la familia Nezzazatidae, de la superfamilia Nezzazatoidea, del suborden Nezzazatina y del orden Lituolida. Su especie tipo es Rabanitina basraensis. Su rango cronoestratigráfico abarca el Cenomaniense inferior (Cretácico superior).

## Discusión
Clasificaciones previas incluían Rabanitina en la superfamilia Haplophragmioidea, así como en el suborden Textulariina del orden Textulariida, o en el orden Lituolida sin diferenciar el suborden Nezzazatina.

## Clasificación
Rabanitina incluye a la siguiente especie:
- Rabanitina basraensis